# 王汝翼 (南宋)
王汝翼（?—1275年），建平县人。南宋政治人物。
南宋末年任广德县知县，德祐元年（1275年）乙巳，元兵入广德县，广德知军事令狐概降元。張世傑派遣閻順再夺回广德城。四月，元军再破广德，王汝翼與寓居官趙時晦率兵抗之，将领孟唐老以及二子皆戰死。王汝翼被俘，解押至建康（今南京）被杀害。十二月，赠封为朝奉郎。